# دنیل ویلاوا
دنیل ویلاوا (انگلیسی: Daniel Villalva؛ زادهٔ ۶ ژوئیهٔ ۱۹۹۲) بازیکن فوتبال اهل آرژانتین است.
از باشگاه‌هایی که در آن بازی کرده‌است می‌توان به باشگاه فوتبال ریور پلاته و باشگاه فوتبال آرژانتینوس جونیورز اشاره کرد.
وی همچنین در تیم ملی فوتبال Argentina U17 بازی کرده‌است.